# Flushing-Main Street
Flushing-Main Street è una stazione della metropolitana di New York situata sulla linea IRT Flushing. La stazione, situata nel Flushing, Queens, è servita dalle seguenti linee:
- 7 Flushing Local, attiva 24 ore al giorno, 365 giorni l'anno;[2]
- 7 Flushing Express, attiva dalle 6.30 alle 10.00 e dalle 15.00 alle 21.30 nella direzione di massimo afflusso.[2]

Al 2013, con i suoi 19 102 434 passeggeri è l'undicesima stazione più trafficata del sistema e la più trafficata fuori Manhattan.

## Storia
La stazione, costruita come parte del prolungamento della linea IRT Flushing verso est, venne inaugurata il 21 gennaio 1928. È, da allora, insieme alla stazione di Times Square, uno dei due capolinea della linea.
Nel 2004, la stazione, che tra il 1999 e il 2000 è stata completamente rinnovata per permettere l'accesso alle persone affette da disabilità, è stata inserita nel National Register of Historic Places.

## Strutture e impianti

### Architettura
Come in molte stazioni della metropolitana di New York, anche nella stazione di Flushing-Main Street sono presenti varie decorazioni realizzate con la tecnica del mosaico. Lungo le pareti laterali sono, infatti, presenti delle decorazioni, o recanti la scritta Main Street, o raffiguranti una M.
La stazione ospita anche un'opera d'arte, di nome Happy World, installata nel 1998 e opera del coreano-americano Ik-Joong Kang. È situata sopra i tornelli del nuovo ingresso.

### Configurazione
La stazione di Flushing-Main Street possiede tre binari e due banchine ad isola.
L'ingresso originale è costituito da un mezzanino situato sopra il piano binari a cui si è aggiunto un nuovo ingresso, realizzato durante la ristrutturazione di fine anni novanta. Questa nuova zona, che è allo stesso livello delle banchine, è alta circa 12 metri e dispone di tre scale mobili e un ascensore per Main Street.
All'estremità orientale delle banchine si trovano, inoltre, gli uffici da dove vengono gestiti i treni e la linea.

## Interscambi
Presso la stazione transitano alcune linee automobilistiche gestite da MTA Bus e NYCT Bus, tra cui la linea Q48, che offre un collegamento con l'aeroporto LaGuardia. Essendo, inoltre, collegata con l'omonima stazione ferroviaria, interscambia con la linea Port Washington della Long Island Rail Road.
- Stazione di Flushing-Main Street
- Fermata autobus